# Sietas Typ 145
Der Typ 145 ist ein Container-Feederschiffstyp der Sietas-Werft in Hamburg-Neuenfelde. Innerhalb der Bauserie werden die Typen 145 und 145a unterschieden.

## Geschichte
Sietas fertigte im Jahr 1989 sechs Einheiten des Grundtyps 145. Die Schiffe wurden von den finnischen Reedereien Ab Engship in Turku und Oy Langh Ship Ab in Piikkiö geordert. Die Befrachtung aller sechs Schiffe übernahm Engship.
Zwei weitere Einheiten, die primär zum Transport von Forstprodukten ausgelegten Schiffe Angermanland und Hälsingland, wurden 1989 und 1990 mit der Typenbezeichnung 145a an die Reederei tom Wörden abgeliefert. Im Gegensatz zu den anderen sechs Schiffen sind sie mit Ladekränen ausgerüstet, die eine Traglast von jeweils 25 t besitzen.
Zunächst kamen die Schiffe ausschließlich auf europäischen Zubringerdiensten zum Einsatz. Die Hälsingland wurde Ende 2015 und die Angermanland im Frühjahr 2018 von der Philippine Span Asia Carrier Corporation erworben und nach Asien überführt.

## Technik
Der einzelne kastenförmige Laderaum (box-shaped) mit einem Rauminhalt von 6.521 m³ ist für den Transport von Containern und den Transport von Gefahrgutcontainern ausgerüstet, wobei serienmäßig keine Cellguides eingebaut wurden. Der Laderaum lässt sich durch Getreideschotten unterteilen, wodurch ein gleichzeitige Transport von verschiedenen Ladungen möglich ist. Es wurden schwergutverstärkte hydraulisch betätigte Faltlukendeckel des Herstellers MacGregor/Navire verwendet. Durch die Form des Laderaums ist der Schiffstyp auch in der Zellulose- oder Paketholzfahrt einsetzbar. Die Tankdecke sind für die Stauung von Schwergut verstärkt.
Die Schiffe entstanden in Sektionsbauweise. Ihre verstärkten Rümpfe sind für Eisdicken von bis zu 80 Zentimeter ausgelegt und erfüllen die Eisklasse E3. Sie werden von einem Wärtsilä-Vasa-8R32D-Dieselmotor angetrieben, der auf einen Verstellpropeller wirkt. Die Schiffe sind mit einem Bugstrahlruder ausgerüstet.

## Die Schiffe
Die Auflistung erfolgt in Reihenfolge der Ablieferungen.
| Sietas Typ 145 | Sietas Typ 145 | Sietas Typ 145 | Sietas Typ 145 | Sietas Typ 145                    | Sietas Typ 145              | Sietas Typ 145 | Sietas Typ 145 |
| Bauname        | Typ            | Bau- nummer    | IMO- Nummer    | Kiellegung Stapellauf Ablieferung | Auftraggeber                | Umbenennungen und Verbleib                                                                                           |                |
| -------------- | -------------- | -------------- | -------------- | --------------------------------- | --------------------------- | --- | -------------- |
| Najaden        | 145            | 1036           | 8806137        | 22.11.1988 30.01.1989 24.02.1989  | Engship, Turku              | 3/2011 Najland, 10/2020 Najlan, im März 2021 in Abidjan beschlagnahmt und am 24. März 2021 aus dem Register gelöscht |                |
| Linda          | 145            | 1038           | 8806151        | 23.12.1988 22.02.1989 17.03.1989  | Langh Ship, Piikkiö         | 1/2005 Metallica, 10/2013 Alessi, 9/2018 Rayes, so 2024 in Fahrt                                                     |                |
| Winden         | 145            | 1037           | 8806149        | 29.01.1989 15.03.1989 14.04.1989  | Engship, Turku              | 6/2004 Ernst Hagedorn, 01/2022 Indiana Jones, 4/2024 Indiana Jones I, so 2024 in Fahrt                               |                |
| Sofia          | 145            | 1039           | 8806163        | 13.01.1989 23.02.1989 12.05.1989  | Langh Ship, Piikkiö         | 1/2006 Arina, so 2024 in Fahrt                                                                                       |                |
| Trenden        | 145            | 1040           | 8820107        | 20.03.1989 24.04.1989 02.06.1989  | Engship, Turku              | 3/2011 Trenland, 06/2021 Manuela S, 11/2024 Aguimes, so 2025 in Fahrt                                                |                |
| Angermanland   | 145a           | 986            | 8818752        | 27.04.1989 06.06.1989 30.06.1989  | Klaus tom Wörden, Oldendorf | 4/2018 Span Asia 35, 3/2024 Sia 3, 2024 verschrottet                                                                 |                |
| Aila           | 145            | 1041           | 8820092        | 05.04.1989 25.05.1989 21.07.1989  | Langh Ship, Piikkiö         | 8/2005 Afalina, so 2024 in Fahrt                                                                                     |                |
| Hälsingland    | 145a           | 995            | 8912510        | 23.04.1990 13.06.1990 14.07.1990  | Klaus tom Wörden, Oldendorf | 9/2008 Helma, 10/2013 Farah K, 12/2015 Span Asia 23, 1/2024 Span 23, 2024 verschrottet                               |                |